# Тканинна інженерія

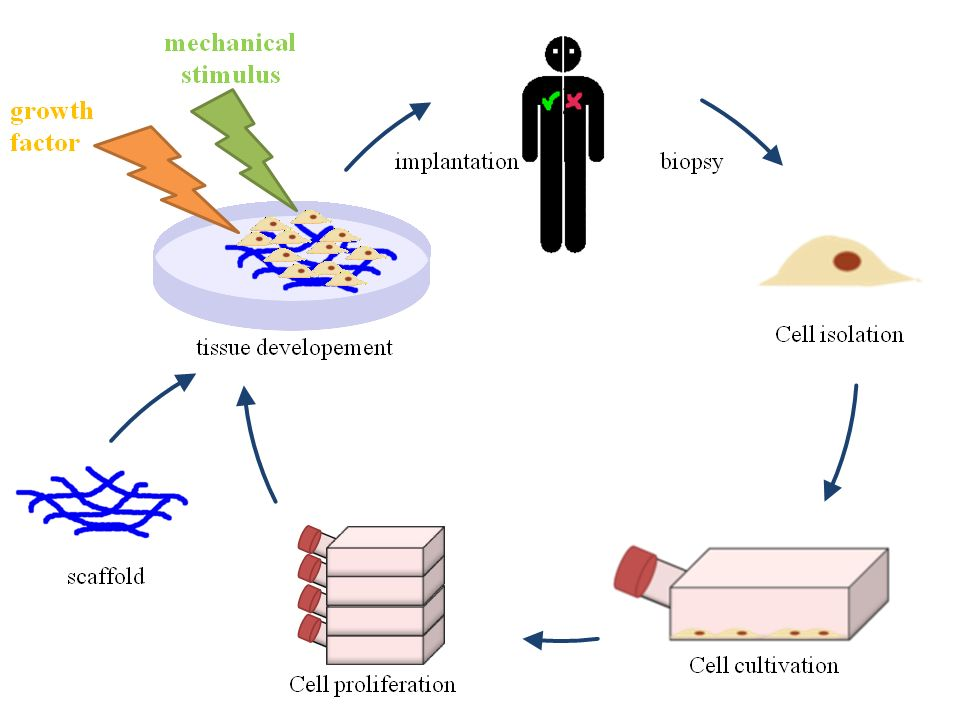
Тканинна інженерія

Ткани́нна інженерія (англ. tissue engineering) — це біомедична інженерна дисципліна, яка використовує комбінацію клітин, інженерії, матеріалознавства і відповідних біохімічних і фізико-хімічних факторів для відновлення, підтримки, покращення або заміни різних типів біологічних тканин.

Тканинна інженерія часто передбачає використання клітин, розміщених на тканинних каркасах, для формування нової життєздатної тканини з медичною метою, але не обмежується застосуванням із застосуванням клітин і тканинних каркасів. Звичайні імплантати з інертних матеріалів можуть усунути тільки фізичні і механічні недоліки пошкоджених тканин. Метою тканинної інженерії є відновлення біологічних (метаболічних) функцій, тобто регенерацію тканини, а не просте заміщення її синтетичним матеріалом.

## Опис технології

### Термінологія
Тканинна інженерія є «міждисциплінарною галуззю, яка застосовує принципи інженерії та наук про життя для розробки біологічних замінників, які відновлюють, підтримують або покращують [біологічні тканини] функції або цілого органу».Тканинну інженерію також визначають як «розуміння принципів росту тканини та застосування цього для виробництва функціональної замінної тканини для клінічного використання». У подальшому описі йдеться про те, що «основне припущення тканинної інженерії полягає в тому, що використання природної біології системи дозволить досягти більшого успіху в розробці терапевтичних стратегій, спрямованих на заміну, відновлення, підтримку або посилення функції тканин».

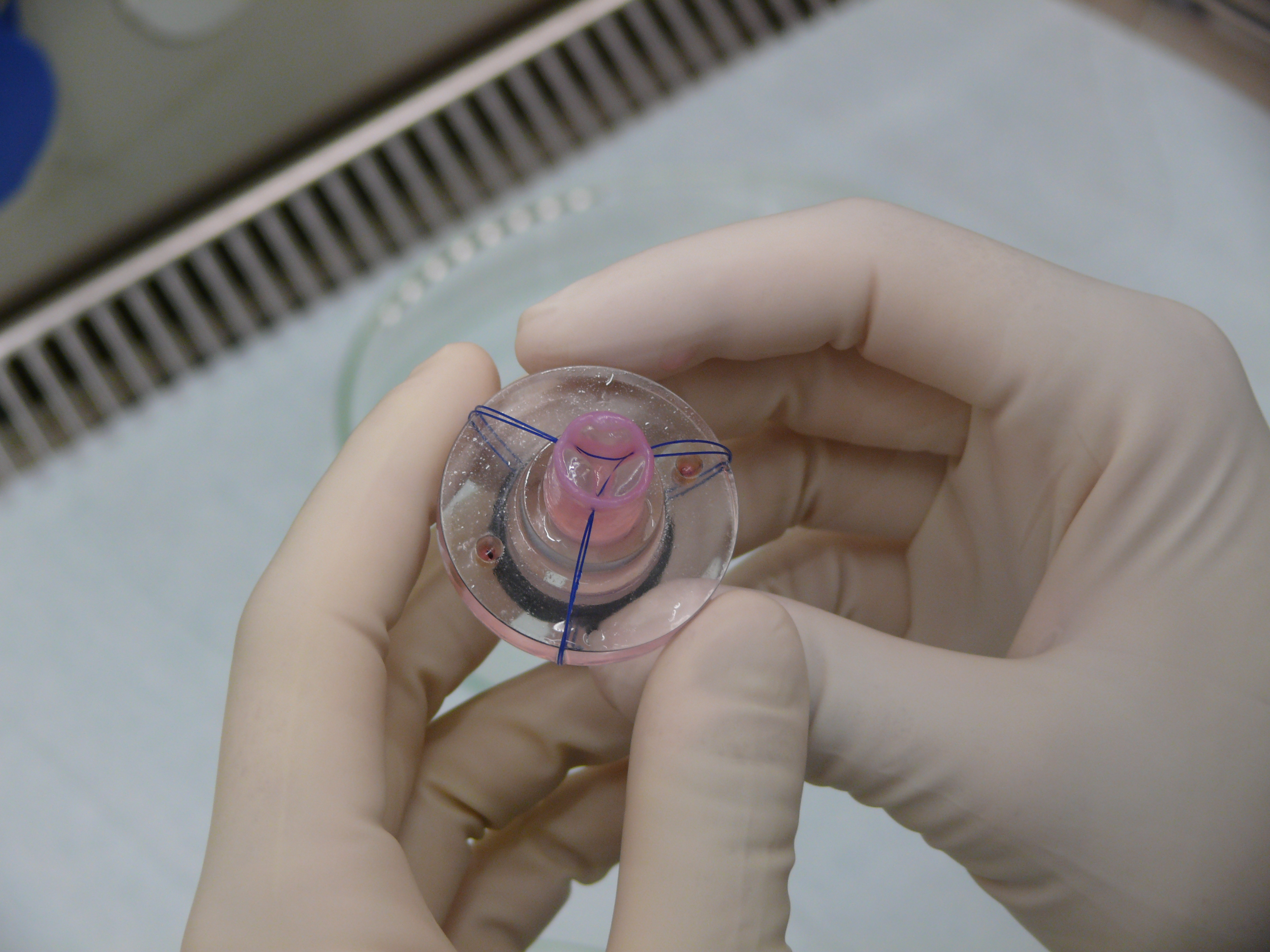
Створений серцевий клапан

### Перспективи
Наукові досягнення в біоматеріалах, стовбурових клітинах, факторах росту та диференціації, органоїдах та біоміметичних середовищах створили унікальні можливості для виготовлення або вдосконалення існуючих тканин у лабораторії з комбінацій сконструйованих позаклітинних матриць («каркасів»), клітин і біологічно активних молекул.
Нанотехнології та нанобіотехнології відіграють важливу роль у тканинній інженерії й друці органів, надаючи каркаси та наноматеріали, які підтримують ріст клітин і регенерацію тканин. Нановолокна, наночастинки та нанокомпозити імітують позаклітинний матрикс, сприяючи клітинній адгезії та диференціації, що призводить до створення функціональних тканин і органів.

### Проблеми
Серед основних проблем, з якими зараз стикається тканинна інженерія, є потреба в більш складній функціональності, біомеханічній стабільності та васкуляризації вирощених у лабораторії тканин, призначених для трансплантації.

## Практичне застосування

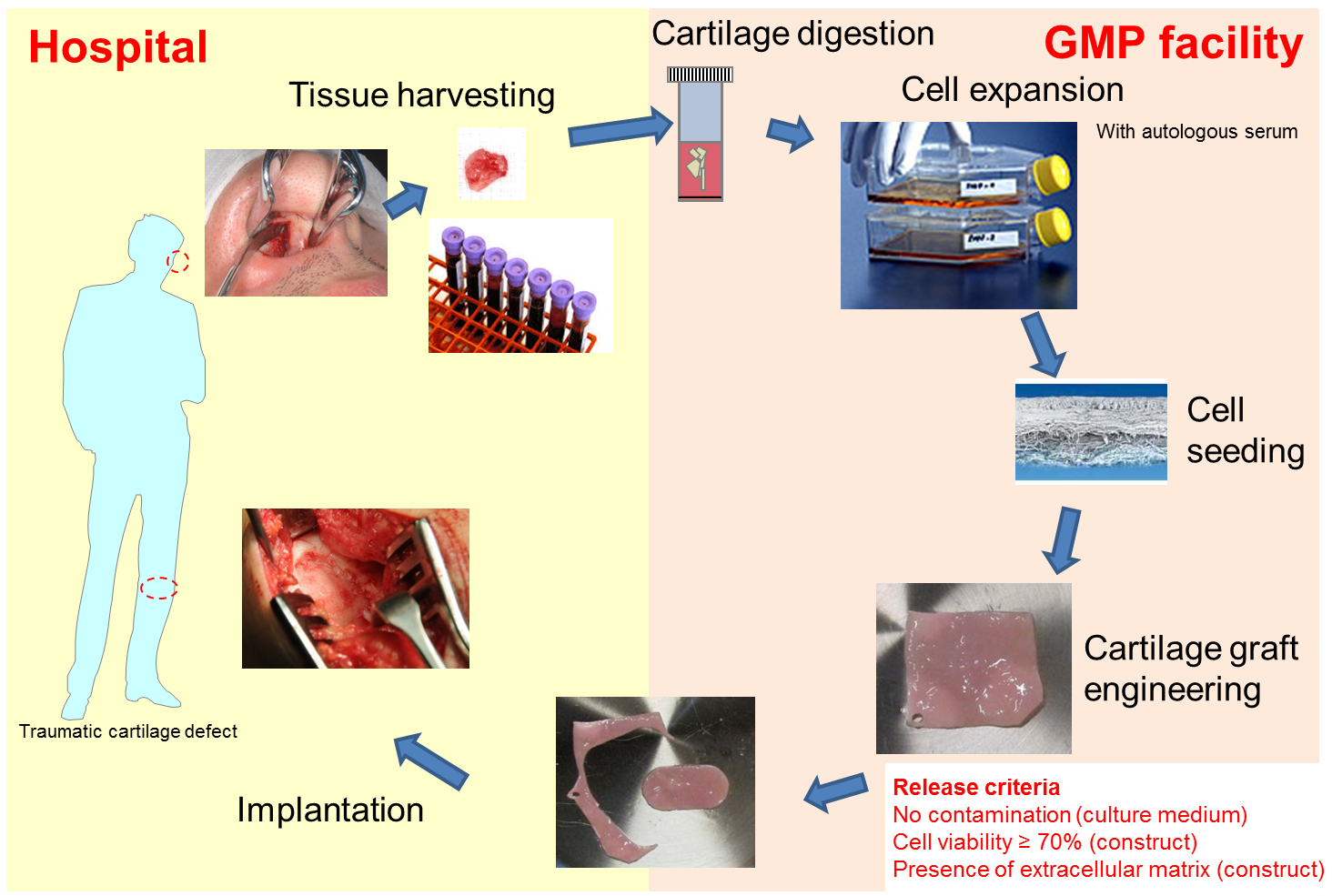
Підхід до інженерії хрящової тканини «з носа — в коліно»

Тканинна інженерія базується на 4 компонентах:
1. Клітини.

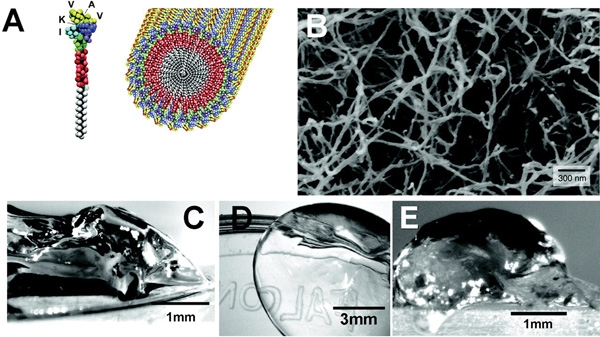
Біорозкладні пептидні каркаси для інженерії нервової тканини

2. Біорозкладні пептидні каркаси для інженерії нервової тканиниКаркас для клітин, часто на основі біополімерів.[16][17][18][19][20][21]
3. Біомолекули (фактори росту та диференціації клітин).
4. Фізичний та механічний вплив для утворення потрібної структури.

Створення імплантату тканинної наноінженерії (графта) включає кілька етапів:
- відбір і культивування власного або донорського клітинного матеріалу;
- розробка спеціального носія для клітин (матриці) на основі біосумісних матеріалів;
- нанесення культури клітин на матрицю і розмноження клітин у біореакторі зі спеціальними умовами культивування ;
- безпосереднє впровадження графта в область ураженого органу або попереднє розміщення в області, що добре забезпечується кров'ю, для дозрівання і формування мікроциркуляції всередині графта (напівфабрикату).

### Кісткова тканина
Основна стаття — Кісткова пластика.

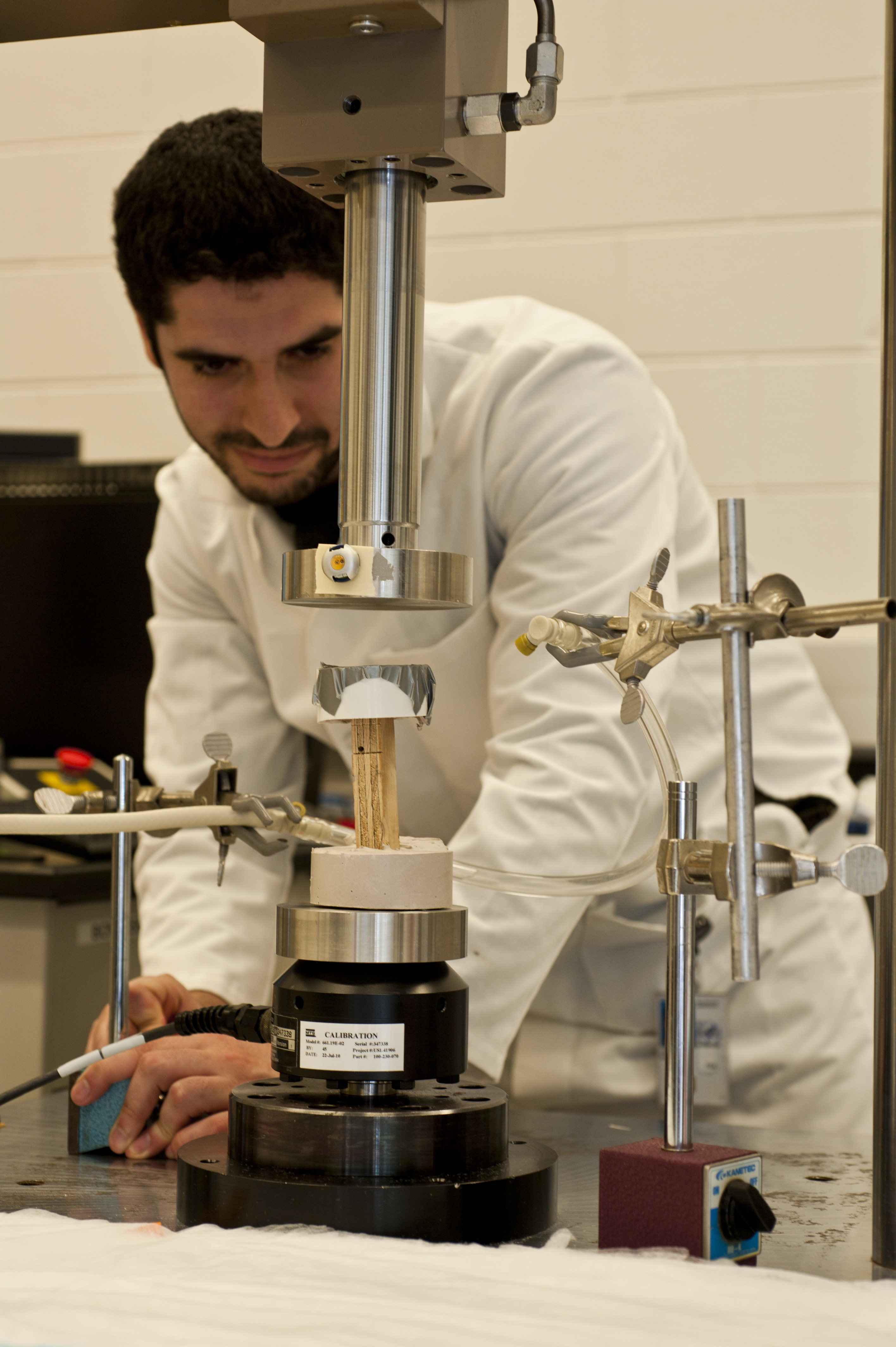
Біомедичний інженер тестує каркас фрагменту кістки на осьове механічне навантаження

Великі кісткові дефекти негативно впливають на здоров'я людини та залишаються світовою проблемою охорони здоров'я, яку необхідно негайно вирішувати. Технологія 3D-друку привернула значну увагу для підготовки проникаючих багатофункціональних каркасів для сприяння відновленню та регенерації кісток.
Дослідження 2023 року, опубліковане в Regenerative Biomaterials (Oxford University Press), описало нові пористі біорозкладні каркаси, що були надруковані за допомогою полімеризації лактиду та капролактону (PLCL), і біоактивного скла 45S5 (BG), а полідофамін (PDA) використовувався для декорування каркасів PLCL/BG. Було виміряно фізико-хімічні властивості каркасів PLCL/BG і PLCL/BG/PDA, а їхні остеогенні та ангіогенні ефекти охарактеризовано за допомогою серії експериментів як in vitro, так і in vivo. Результати показують, що каркас PLCL/BG2/PDA мав хороший модуль стиску та блискучу гідрофільність. Проліферація, адгезія та остеогенез hBMSCs були покращені в групах покриттів PDA, які показали найкращі результати. Результати моделі дефекту черепа щурів SD вказують на те, що PLCL/BG2/PDA явно сприяв остеоінтеграції, що було додатково підтверджено імуногістохімічним фарбуванням. Таким чином, декорування PDA та тривале вивільнення біоактивних іонів (Ca, Si, P) із BG у надрукованому на 3D-принтері каркаси PLCL/BG2/PDA можуть покращити біоактивність поверхні та сприяти кращому остеогенезу та ангіогенезу, що може стати цінною основою для індивідуальних імплантатів для відновлення кісткових дефектів.
Результати біологічних експериментів показують, що композит TDM/α-CSH демонструє чудову біосумісність, а експресія остеогенних генів і білків (ALP, RUNX2, OPN) значно підвищена. Експерименти in vivo показують, що додавання TDM для кожної групи (10 %, 30 %, 50 %) ефективно сприяє проліферації клітин і остеомаляції. Крім того, 50 % комбінації TDM/α-CSH демонструє оптимальну остеопровідність.
Такі наночастинки, як графен, вуглецеві нанотрубки, дисульфід молібдену та дисульфід вольфраму, використовуються як зміцнюючі агенти для виготовлення механічно міцних полімерних нанокомпозитів, що піддаються біологічному розкладанню, для інженерії кісткової тканини. Додавання цих наночастинок у полімерну матрицю в низьких концентраціях (0,2 вагових%) призводить до значного покращення механічних властивостей полімерних нанокомпозитів при стиску та згині. Потенційно ці нанокомпозити можуть бути використані як новий, механічно міцний, легкий композит як кісткові імплантати.

### Нервова тканина
Основна стаття — Інженерія нервової тканини.
Ця галузь тканинної інженерії зосереджена на розробці функціональних замінників нервової тканини для заміни або відновлення пошкодженої або хворої тканини центральної нервової системи (ЦНС) або периферичної нервової системи (ПНС). Метою інженерії нервової тканини є відновлення втраченої функції нервової системи за допомогою матеріалів, клітин і факторів росту.
Ця область дослідження включає в себе принципи матеріалознавства, біології та інженерії для проектування та розробки пристроїв, каркасів і 3D-культур, які сприяють росту, виживанню та функціональній інтеграції нейронів і гліальних клітин.
Деякі із застосувань нейротканинної інженерії включають лікування травм спинного мозку, черепно-мозкових травм, інсульту, хвороби Паркінсона та інших станів, які призводять до пошкодження нервової системи.

#### Органоїди
Органоїди — це тривимірні (3D) клітинні структури, які походять зі стовбурових клітин або тканиноспецифічних клітин-попередників, і точно імітують мікроархітектуру та функціональність конкретних органів або тканин в організмі людини чи тварини.

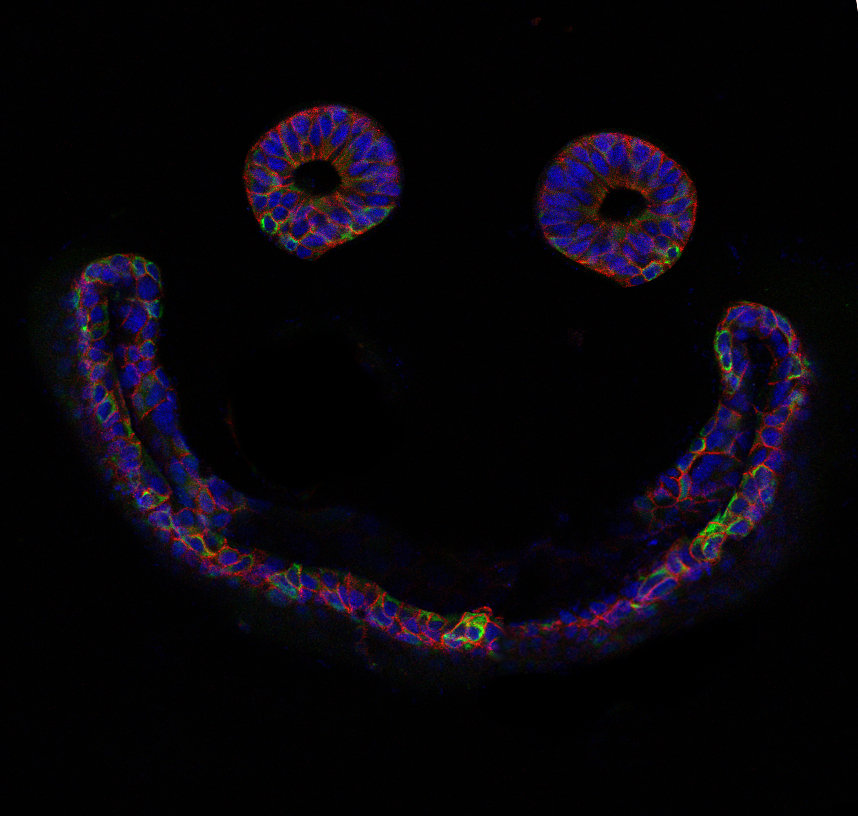
Флуоресцентна мікрофотографія органоїдів миші

Науковці та біомедичні інженери використовують органоїди для вивчення нормального розвитку, моделювання захворювань у лабораторії, відкриття та розробки ліків, персоналізованої діагностики та медицини, регенеративної медицини, клітинної терапії стовбуровими клітинами, тканинної інженерії та досліджень можливостей друку органів.
Дослідження 2023 року, опубліковане в Cell Stem Cell, показало, що органоїди людського мозку успішно інтегруються із зоровою системою дорослого щура після трансплантації у великі пошкоджені порожнини зорової кори. Транссинаптичне відстеження на основі вірусів виявило полісинаптичний шлях між трансплантованими людськими органоїдними нейронами та сітківкою щура-господаря, та взаємний зв'язок між трансплантатом та іншими регіонами зорової системи. Візуальна стимуляція тварин-господарів викликає відповіді в органоїдних нейронах, включаючи вибірковість орієнтації. Ці результати демонструють здатність органоїдів людського мозку приймати складні функції після введення у великі порожнини травми, пропонуючи трансляційну стратегію для відновлення функції після пошкодження кори.

Ще одне дослідження на мишах, опубліковане в травні 2023 року в npj Regenerative Medicine, що досліджувало використання мозкових органоїдів для відновлення функціональної нервової тканини в місці ураження після ішемічного інсульту, показало:
«…Через кілька місяців ми виявили, що трансплантовані органоїди добре вижили в ураженому інфарктом ядрі, диференціювалися в цільові нейрони, відновлювали інфарктну тканину, посилали аксони до віддалених мішеней мозку та інтегрувалися в нейронний ланцюг господаря, тим самим усуваючи сенсомоторні дефекти поведінки мишей, які перенесли інсульт, тоді як трансплантація дисоційованих окремих клітин з органоїдів не привела до відновлення ураженої інфарктом тканини.»

### Серцево-судинна система
В серпні 2023 року вийшло дослідження, що описує успішну трансплантацію щурам серцевих органоїдів, сконструйованих з електропровідними кремнієвими нанодротами, в місця ураження інфарктом міоркарда, що сприяло значному функціональному відновленню серця.
Ще одне дослідження, опубліковане у вересні 2023 року, продемонструвало створення міцної судинної системи в мікротканинах, що складаються з ендотеліальних клітин, фібробластів і передсердних або шлуночкових кардіоміоцитів, які демонструють ознаки експресії генів, архітектурну та електрофізіологічну схожість з анатомічними тканинами серця, отриманими in vivo.

### Офтальмологія
Підходи тканинної інженерії в офтальмології розробляються для лікування захворювань очей, таких як рогівкова сліпота та дегенерація сітківки. Наприклад, дослідники розробляють штучну рогівку та сітківку, які можна імплантувати в око для відновлення зору.
Дослідження 2023 року, опубліковане в Nature Protocols, показало можливість створення фоточутливих органоїдів переднього мозку, що утворили примітивні епітеліальні та лінзоподібні клітини рогівки, пігментний епітелій сітківки, клітини-попередники сітківки, аксоноподібні проекції та електрично активні нейронні мережі.

## Застосування в Україні та світі
Методи тканинної інженерії використовуються при реабілітації бійців АТО (відновлення кісток та шкіри).
Україно-американський стартап A.D.A.M. розробив методику друку кісток на біо-3D-принтері.
У 2023 році в журналі Biofabrication була опублікована стаття, в якій описується, що дослідники розробили недорогий модульний ручний біопринтер, здатний наносити різноманітні біочорнила з точним контролем їхніх фізичних і хімічних властивостей, пропонуючи універсальне рішення для відновлення тканин. Біопринтер може створювати багатокомпонентні волокна з різними формами та композиціями, доставляти ліки контрольованим чином, виробляти біосенсори та переносну електроніку, а також генерувати клітинні волокна з високою життєздатністю клітин, навіть демонструючи потенціал у моделюванні інвазії ракових клітин у сусідні тканини.

### Ринок
У 2021 році обсяг світового ринку тканинної інженерії становив 12,76 мільярда доларів США, а до 2030 року очікується, що він сягне приблизно 31,23 мільярда доларів США, збільшуючись на 10,46 % у середньому протягом прогнозованого періоду з 2022 по 2030 рік.

## Додаткова література

### Книги
- Lanza, Robert P.; Langer, Robert; Vacanti, Joseph P. та ін., ред. (2020). Principles of tissue engineering (вид. 5th edition). Amsterdam: Elsevier, Academic Press. ISBN 978-0-12-818422-6.
- Серія книг Stem Cell Biology and Regenerative Medicine (Springer, 2009—2023+)
  - Berardi, Anna C. (2018). Extracellular matrix for tissue engineering and biomaterials. Cham, Switzerland. ISBN 978-3-319-77023-9.
  - Wilson-Rawls, Jeanne; Kusumi, Kenro (2016). Innovations in molecular mechanisms and tissue engineering. Cham, Switzerland. ISBN 978-3-319-44996-8.

### Журнали
Наукові журнали, що присвячені тканинній інженерії та суміжним темам:
- Tissue Engineering and Regenerative Medicine
- Tissue Engineering: part A & part B: Reviews & part C: Methods
- Journal of Tissue Engineering
- TERM: Tissue Engineering & Regenerative Medicine
- Annals of 3D Printed Medicine
- International Journal of Bioprinting
- Bioprinting
- Biofabrication
- Organoid
- The International Journal of Artificial Organs

### Статті
- Quezada Alexandra; Ward Claire; Bader Edward R. та ін. (2023-02). An In Vivo Platform for Rebuilding Functional Neocortical Tissue. Bioengineering (англ.) 10 (2). с. 263. doi:10.3390/bioengineering10020263.
- Bakhtiary Negar; Ghalandari Behafarid; Ghorbani Farnaz та ін. (2023-01). Advances in Peptide-Based Hydrogel for Tissue Engineering. Polymers (англ.) 15 (5). с. 1068. doi:10.3390/polym15051068.
- Jain Pooja; Kathuria Himanshu; Dubey Nileshkumar (1 серпня 2022). Advances in 3D bioprinting of tissues/organs for regenerative medicine and in-vitro models. Biomaterials (англ.) 287. doi:10.1016/j.biomaterials.2022.121639.
- Ramadan Qasem; Zourob Mohammed (2021). 3D Bioprinting at the Frontier of Regenerative Medicine, Pharmaceutical, and Food Industries. Frontiers in Medical Technology 2. doi:10.3389/fmedt.2020.607648.